# Laccophilus meii
Laccophilus meii là một loài bọ cánh cứng trong họ Bọ nước. Loài này được Rocchi miêu tả khoa học năm 2000.